# FU Orionis-variabel
I stjärnutveckling är en FU Orionis-variabel (även FU Orionis-objekt, eller FUor) en stjärna i utvecklingsstadiet före huvudserien, som visar en extrem förändring i magnitud och spektraltyp. Ett exempel är stjärnan V1057 Cygni, som blev 6 enheter ljusare och gick från spektraltyp dKe till superjätte typ F. Denna grupp av stjärnor är uppkallade efter prototypstjärnan FU Orionis.
Den nuvarande modellen utvecklades främst av Lee Hartmann, och Scott Jay Kenyon kopplar FU Orionis-flaren till abrupt massaöverföring från en stoftskiva till en ung, T Tauri-stjärna med liten massa. Masstillväxten för dessa objekt beräknas vara omkring 10-4 solmassor per år. Startskedet hos dessa utbrott pågår vanligen i storleksordningen ett år, men kan vara mycket längre. Livslängden för denna fas av hög tillväxt och stark magnitud är i storleksordning decennier. Under en relativt kort tidsperiod, som år 2015 har dock inget FU Orionis-objekt kunnat observeras som avslutat. Genom att jämföra antalet FUor-utbrott med stjärnbildningstakten i solsystemets närhet uppskattas det att den genomsnittliga unga stjärnan genomgår ca 10-20 FUor-utbrott under sin livstid.
Stjärnor i denna klass är: FU Orionis, V1057 Cygni, V1515 Cygni, och den omslutna protostjärnan V1647 Orionis,  som utvecklades till fuor i januari 2004.